# Reichsdisziplinarhof
Der Reichsdisziplinarhof war ein Berufungsgericht bei Disziplinarvergehen von Reichsbeamten. Er wurde 1873 in Leipzig gegründet und war im dortigen Reichsgerichtsgebäude untergebracht. 1937 wurde er durch den Reichsdienststrafhof in Berlin ersetzt. Nachfolger in der Bundesrepublik wurde der Bundesdisziplinarhof.

## Rechtsgrundlage
Der Disziplinarhof wurde aufgrund § 86 Reichsbeamtengesetz vom 31. März 1873 geschaffen. Er bildete die zweite Instanz für Revisionsverfahren gegen Entscheidungen der Disziplinarkammern in Disziplinarrechtsfragen bezüglich der Reichsbeamten. Er hatte gemäß § 87 seinen Sitz dort, wo auch das Reichsoberhandelsgericht (später Reichsgericht) seinen Sitz hatte.
Disziplinarkammern bestanden in Potsdam, Frankfurt a. O., Königsberg, Danzig, Stettin, Köslin, Bromberg, Posen, Magdeburg, Erfurt, Breslau, Liegnitz, Oppeln, Münster, Arnsberg, Düsseldorf, Köln, Trier, Darmstadt, Frankfurt a. M., Kassel, Hannover, Schleswig, Leipzig, Karlsruhe, Schwerin, Lübeck und Bremen.
Der Disziplinarhof war nicht für militärische Dienstvergehen zuständig. Als Disziplinargerichte für die Schutzgebiete wirkte in erster Instanz die Disziplinarkammer für die Schutzgebiete mit Sitz in Potsdam und in zweiter Instanz der Disziplinarhof für die Schutzgebiete mit Sitz in Berlin.

## Geschichte
Von 1879 bis 1945 war Leipzig Mittelpunkt der Rechtsprechung in Deutschland. Bis auf den Reichsfinanzhof hatten alle obersten Gerichtshöfe ihren Sitz in Leipzig. Präsidenten des Reichsdisziplinarhofs waren neben anderen Adolf Lobe und Walter Simons.
In der Zeit des Nationalsozialismus erkannte der Reichsdisziplinarhof in verschiedenen Verfahren auf Dienstentlassung, wenn Beamte "den Deutschen Gruß nicht ordnungsgemäß entboten", "der Judenfrage verständnislos gegenüberstanden", sich an den Wahlen, insbesondere an der Wahl vom 29. März 1936, nicht beteiligt hatten oder keiner nationalsozialistischen Organisation beigetreten waren.

## Richter
Der Disziplinarhof bestand aus elf Mitgliedern, von denen mindestens vier zu den Bevollmächtigten zum Bundesrat, der Präsident und wenigstens fünf zu den Mitgliedern des Reichsoberhandelsgerichts gehören mussten.
Der erste Präsident des Disziplinarhofs war der Präsident des Reichsoberhandelsgerichts Heinrich Eduard von Pape. Ihm folgte 1879 bis 1891 Eduard von Simson.